# Tête Jaune
Pour les articles homonymes, voir Tête jaune.
Tête Jaune est le surnom de Pierre Bostonais (mort en 1827 près de la Smoky River en Terre de Rupert, aujourd'hui en Alberta au Canada), un guide, trappeur et explorateur métis Iroquois qui a vécu aux XVIIIe et XIXe siècles dans l'ouest du Canada. Il est notamment connu pour avoir mené en 1819 des négociants de fourrure de la compagnie de la Baie d'Hudson à travers les montagnes Rocheuses canadiennes entre la Terre de Rupert et la Nouvelle-Calédonie (aujourd'hui le passage mène de la province de l'Alberta vers la Colombie-Britannique). Il avait déjà franchi ce col au début des années 1800.
Son nom « Tête Jaune » lui a été attribué en référence à sa chevelure blonde. Le nom de « Pierre Bostonnais » sous lequel il était également connu est très certainement un surnom, qui était donné à l'époque aux personnes venant des États-Unis.
D'autres noms sont parfois évoqués pour désigner le « Tête Jaune » qui montra le chemin à travers les Rocheuses : Jasper Hawes, Francois Decoigne ou Pierre Hatsinaton, sans que l'on sache précisément s'il s'agit d'autres personnes ou de surnoms de la même personne.
Son nom français ou sa traduction en anglais (Yellowhead) ont été donnés par la suite à plusieurs toponymes ou ouvrages de la région :
- col Yellowhead (Yellowhead Pass), le col que Tête Jaune a fait franchir aux négociants à travers les montagnes Rocheuses ;
- Tête Jaune Cache, une petite ville de Colombie-Britannique où se trouvait la « cache » de Tête Jaune (l'endroit où il stockait en sécurité ses marchandises) ;
- route Yellowhead (Yellowhead Highway), une autoroute qui traverse plusieurs provinces de l'ouest du Canada et qui passe par le col Yellowhead.